# Scared of Heights
Scared of Heights – singel islandzkiej piosenkarki Hery Björk, wydany 28 stycznia 2024 pod nakładem wytwórni Alda Music. Utwór reprezentował Islandię w 68. Konkursie Piosenki Eurowizji.
Redaktor Iván Trejo strony internetowej ESCPlus opisał utwór jako balladę „o pokonywaniu strachu i znajdowaniu siły w obliczu przeciwności losu”. W celach uczestnictwa w programie Söngvakeppnin powstała islandzkojęzyczna wersja utworu pt. „Við förum hærra” (tłum. Idziemy wyżej).

## Lista utworów
| Digital download / media strumieniowe | Digital download / media strumieniowe | Digital download / media strumieniowe |
| Nr                                    | Tytuł utworu                          | Długość                               |
| ------------------------------------- | ------------------------------------- | ------------------------------------- |
| 1.                                    | „Scared of Heights”                   | 3:03                                  |
| 2.                                    | „Við förum hærra”                     | 3:03                                  |

## Konkurs Piosenki Eurowizji
W marcu 2024 utwór zajął pierwsze miejsce w głosowaniu telewidzów w finale programu Söngvakeppnin, dzięki czemu zdobył prawo do reprezentowania Islandii w 68. Konkursu Piosenki Eurowizji w Malmö. W następstwie zwycięstwa utworu pojawiły się kontrowersje związane z mniemaną nieprawidłowością wyników, gdyż aplikacja do głosowania RÚV Stjörnur niepoprawnie zliczyła oddane głosy. Stworzono petycję do producentów konkursu, podpisaną przez ponad 1200 osób, domagającej się szczegółowego dochodzenia w sprawie głosowania; mimo tego producent wykonawczy widowiska Rúnar Freyr Gíslason zapewnił, iż przez aplikację oddano zbyt mało głosów, aby zmieniło to cokolwiek w wyniku, gdyż Björk otrzymała zdecydowaną większość głosów audiotele. Autorka utworu Ásdís María Viðarsdóttir zobowiązała odłączyć się od swojego wkładu w tworzenie utworu, cytując rasizm wobec palestyńczyka Baszszara Murada, który zajął drugie miejsce w selekcjach.